# Aonla
Aonla – miasto w północnych Indiach w stanie Uttar Pradesh, na Nizinie Hindustańskiej.
Populacja miasta w 2011 roku wynosiła 55 629 mieszkańców.